# George Jones (calciatore 1945)
George Alexander Jones (Radcliffe, 18 aprile 1945) è un ex calciatore inglese, di ruolo attaccante.

## Carriera
Nel 1961 all'età di 16 anni esordisce tra i professionisti con il Bury, club neopromosso nella seconda divisione inglese: rimane in squadra fino al 1964, totalizzando 14 reti in 63 presenze in questa categoria; nella parte finale della stagione 1963-1964 viene ceduto al Blackburn, con cui esordisce nel campionato di prima divisione, categoria in cui segna 2 gol in 8 partite ed in cui gioca anche nei campionati First Division 1964-1965 (6 presenze ed un gol) e First Division 1965-1966 (20 presenze e 10 gol, comprese anche una tripletta nella vittoria per 6-1 contro il Northampton Town dell'11 dicembre 1965 ed una doppietta nella vittoria per 5-0 contro il Nottingham Forest del precedente 27 novembre): in seguito all'ultimo posto in classifica in quest'ultimo campionato, il club retrocede in seconda divisione, categoria in cui Jones gioca 5 partite e segna un gol nei primi mesi della stagione 1966-1967, per poi far ritorno al Bury, sempre nella medesima categoria, dopo un totale di 39 presenze e 14 reti in campionato con la maglia dei Rovers. Con il Bury, dopo la retrocessione dalla Second Division 1966-1967, ottiene una promozione dalla Third Division nella stagione 1967-1968 seguita da una nuova retrocessione l'anno successivo; nella stagione 1969-1970 partecipa quindi nuovamente al campionato di Third Division, nel quale con 26 reti segnate vince il titolo di capocannoniere del campionato. Nella Third Division 1970-1971 il Bury retrocede nuovamente, e così Jones trascorre l'intera stagione 1971-1972 e la prima metà della stagione 1972-1973 a giocare in Fourth Division, salvo poi essere nuovamente ceduto, dopo un totale di 100 gol segnati in 256 partite di campionato (319 presenze e 114 reti totali considerando anche la precedente parentesi dal 1961 al 1964, e 115 reti totali considerando anche le coppe nazionali, che fanno di lui il terzo miglior marcatore nella storia del club).
Nella stagione 1972-1973 si trasferisce a stagione in corso all'Oldham Athletic, con cui poi l'anno seguente vince la Third Division 1973-1974; resta in rosa anche per l'intero campionato 1974-1975, oltre che per la prima metà del campionato 1975-1976, entrambi disputati in seconda divisione: dopo 71 presenze e 19 reti passa all'Halifax Town, con cui rimane per l'intero anno solare 1976 segnando 4 reti in 19 partite di campionato, a cavallo tra la Third Division 1975-1976 (chiusa con un ultimo posto in classifica) ed il successivo campionato di Fourth Division, nel quale trascorre anche il resto della stagione 1976-1977 ma con la maglia del Southport, con cui gioca in quarta divisione anche nella stagione 1977-1978, conclusa con un penultimo posto in classifica e con la retrocessione. Gioca poi a livello semiprofessionistico con il Lancaster City.

## Palmarès

### Individuale
- Capocannoniere della Third Division: 1

1969-1970 (26 reti)